# Eriborus spinipes
Eriborus spinipes är en stekelart som först beskrevs av Cameron 1899.  Eriborus spinipes ingår i släktet Eriborus och familjen brokparasitsteklar. Inga underarter finns listade i Catalogue of Life.